# 倭黑猩猩
倭黑猩猩（英語：Bonobo），又名倭猩猩、僰猿、矮黑猩猩或巴諾布猿等，是一種人科黑猩猩屬動物。其近親是黑猩猩（學名：Pan troglodytes）。化石和基因檢測表明這兩個物種是現代人類的姐妹群。
倭黑猩猩的特徵是相對長的腿、粉紅色的嘴唇、黑色的臉和形成中分的長毛。它們的野生棲息地大約在剛果盆地內屬剛果民主共和國轄境之面積約500,000平方公里的區域。該物種是雜食性的，尤其偏好採食果實，輔食樹葉，有時則食用小型脊椎動物（諸如鼯鼠或麂羚的幼兒）以及無脊椎動物，並主要生活於森林中。
倭黑猩猩和黑猩猩都不擅長游泳，大約 150 萬到 200 萬年前剛果河的形成可能促成物種形成，導致兩者分離。倭黑猩猩生活在河的南邊，因此與出現在北側的黑猩猩的祖先分離。 目前尚無關於數量的具體資訊，但估計還剩下 29,500 到 50,000 個倭黑猩猩。該物種在國際自然保護聯盟的瀕危物種名單上。它們受到棲息地破壞和人口增加的威脅，但主要是盜獵。在圈養環境中，它們的壽命約為 40 年。它們在野外的預期壽命未知，但可能要短得多。
該物種的獨特之處在於較長的雙腿、分區的毛髮、「母系社會」文化、以及性行為在其社會中的獨特意義。

## 名稱由來
儘管舊稱“侏儒黑猩猩”，但倭黑猩猩體型實際上並不比黑猩猩小。“侏儒”可能來自生活在同一地區身材短小的俾格米人。 “bonobo”這個名字最早由 Tratz 和 Heck 在 1954 年使用。這被認為是來自剛果河 Bolobo 鎮的一個裝運箱上的拼寫錯誤，這與 1920 年代的黑猩猩運輸有關。

## 分類學
德國解剖學家 Ernst Schwarz 於 1928 年首次將倭黑猩猩視為一個單獨的分類單元，其依據是比利時特爾菲倫博物館中的一個頭骨，該頭骨之前被歸類為年輕的黑猩猩。Schwarz 於 1929 年發表了他的發現，並將倭黑猩猩歸類為Pan satyrus paniscus ，黑猩猩的一個亞種。 1933年，美國解剖學家 Harold Coolidge 將其提升為物種地位。
1950年代初期，Tratz 和 Heck 首次詳細討論了倭黑猩猩和黑猩猩之間的主要行為差異。 美國心理學家和靈長類動物學家 Robert Yerkes 也是最早發現主要行為差異的人之一。
倭黑猩猩和黑猩猩是組成黑猩猩屬的兩個物種。它們是人類現存基因關係最親近的物種。 黑猩猩屬和人屬最後一個共同祖先生活的確切時間尚不清楚，但藉由DNA比較得知，這兩個群體的祖先之間的雜交發生在物種分化之後，大約在 400 萬年前就發生了。
DNA 證據表明，由於環境的變化，倭黑猩猩和黑猩猩在大約 890,000 至 860,000 年前發生了物種分化。這兩個物種目前被剛果河隔開。這條河早在分離之前就存在了，但黑猩猩屬的祖先可能已經使用現已不復存在的天然橋樑渡河。 2005 年，在肯尼亞發現記錄了第一批中更新世黑猩猩屬物種化石（推斷出現於倭黑猩猩和黑猩猩分離後），以及早期人屬物種的化石。
根據古人類學學者 Adrienne Zihlman 的論述，倭黑猩猩的骨骼比例與南方古猿的骨骼比例非常相似，這導致演化生物學者 Jeremy Griffith 認為倭黑猩猩可能是人類祖先的活生生的例子。 根據澳大利亞人類學家 Gary Clark 和 Maciej Henneberg 的說法，人類祖先經歷了一個類似倭黑猩猩的階段，侵略行為傾向較少，相關的解剖學變化也在Ardipithecus ramidus（暫譯「始祖地猿」）中發現。
它們的DNA超過98%和人類（Homo sapiens）相同，比大猩猩與人類更相近。
但對此尚存爭議。一些科學家認為倭黑猩猩和黑猩猩都如此相似於人類，其屬名應該歸為和人相同的人屬，學名應為「Homo paniscus」、「Homo sylvestris」或「Homo arboreus」。 無論怎樣，改變屬名的爭議性在於它捲入了在分類學中和人類相似度之問題，其中也包括南猿。惟生物分类法只是表明生物间的演化关系，并没有规定基因相差多少才能确立一个属，即使将黑猩猩和倭黑猩猩归入人属，仍要建立黑猩猩亚属来区分二者的演化关系。
近期DNA證據表明倭黑猩猩和一般的黑猩猩在至少一百萬年前就演化為兩個不同的種。。黑猩猩系列和人類大約在六百萬年前由共同祖先走上演化歧路。 因為除了現代智人（Homo sapiens）以外，完全沒有其他也在當時和人同屬的種遺留至今，只有黑猩猩屬是現今存活和人類最相近之屬。

## 特徵
倭黑猩猩和黑猩猩外表相似，但比起黑猩猩，牠們較能直立，但體型較黑猩猩小。 倭黑猩猩的體型通常被認為比黑猩猩纖細。儘管雄性大黑猩猩比任何雄性倭黑猩猩都大得多、重得多，但這兩個物種的體型在很大程度上是重疊的。成年雌性倭黑猩猩比成年雄性稍小。體重從 34 公斤到 60 公斤不等，雄性個體的平均體重為 45 公斤，而雌性個體的平均體重約為 33 公斤。
倭黑猩猩四肢站立時從鼻子到尾部的長度為 70 至 83 厘米。
倭黑猩猩的頭部比黑猩猩的相對來得小，而且它們的眉脊也不那麼突出。它們有一張黑色的臉，粉紅色的嘴唇，小耳朵，寬大的鼻孔，頭上長長的頭髮形成一條小路。雌性的乳房略大於其他人科非人類動物的扁平乳房，但不像人類那樣突出。與黑猩猩相比，倭黑猩猩還具有纖細的軀幹、窄肩、細頸和長腿。
倭黑猩猩生活在地面和樹上。在地面上，它們大多用指關節行走。在不到 1% 的情況下，它們在野外用兩隻腳行走，而在圈養環境中則存在很大差異—從大約 3.9% 的時間到提供充足食物時的大約 19%。
這些身體特徵和態度使倭黑猩猩看起來更像人類，而不是黑猩猩。倭黑猩猩也具有高度個別化的面部特徵，與人類相似，因此一個個體看起來可能與其他個體截然不同。這一特性確保了社交場合的視覺識別。

## 行為
根據荷蘭靈長目動物學家弗蘭斯·德瓦爾的說法，倭黑猩猩具有「鄰里之愛」、同情心、同理心、善良、耐心和敏銳的感知能力。 他將倭黑猩猩社群描述為「母系社會」。 在野外研究倭黑猩猩的靈長目動物學家觀察到各種行為，包括攻擊性和比黑猩猩更具週期性的性行為，儘管倭黑猩猩在更多種類的關係中表現出更多的性行為。對野生雌性個體間的「連結」（參見人類之感情紐帶）的分析凸顯了雌性的性行為，並表明雌性在發情期的時間比黑猩猩長得多。
一些靈長目動物學家認為，德瓦爾的資料只反映了圈養倭黑猩猩的行為，表明它們在野外表現出的攻擊性水平更接近黑猩猩。德瓦爾回應說，圈養的倭黑猩猩和黑猩猩的氣質差異很大，因為環境的影響是可以控制的。這兩個物種的行為不同，即使情況相同。
2014 年的一項研究還發現，倭黑猩猩的攻擊性不如黑猩猩，尤其是東部黑猩猩。其作者認為，西部黑猩猩和倭黑猩猩的相對平靜主要歸因於生態因素。 在相同情況下，倭黑猩猩相互警告危險的效率不如黑猩猩。

### 社交行為

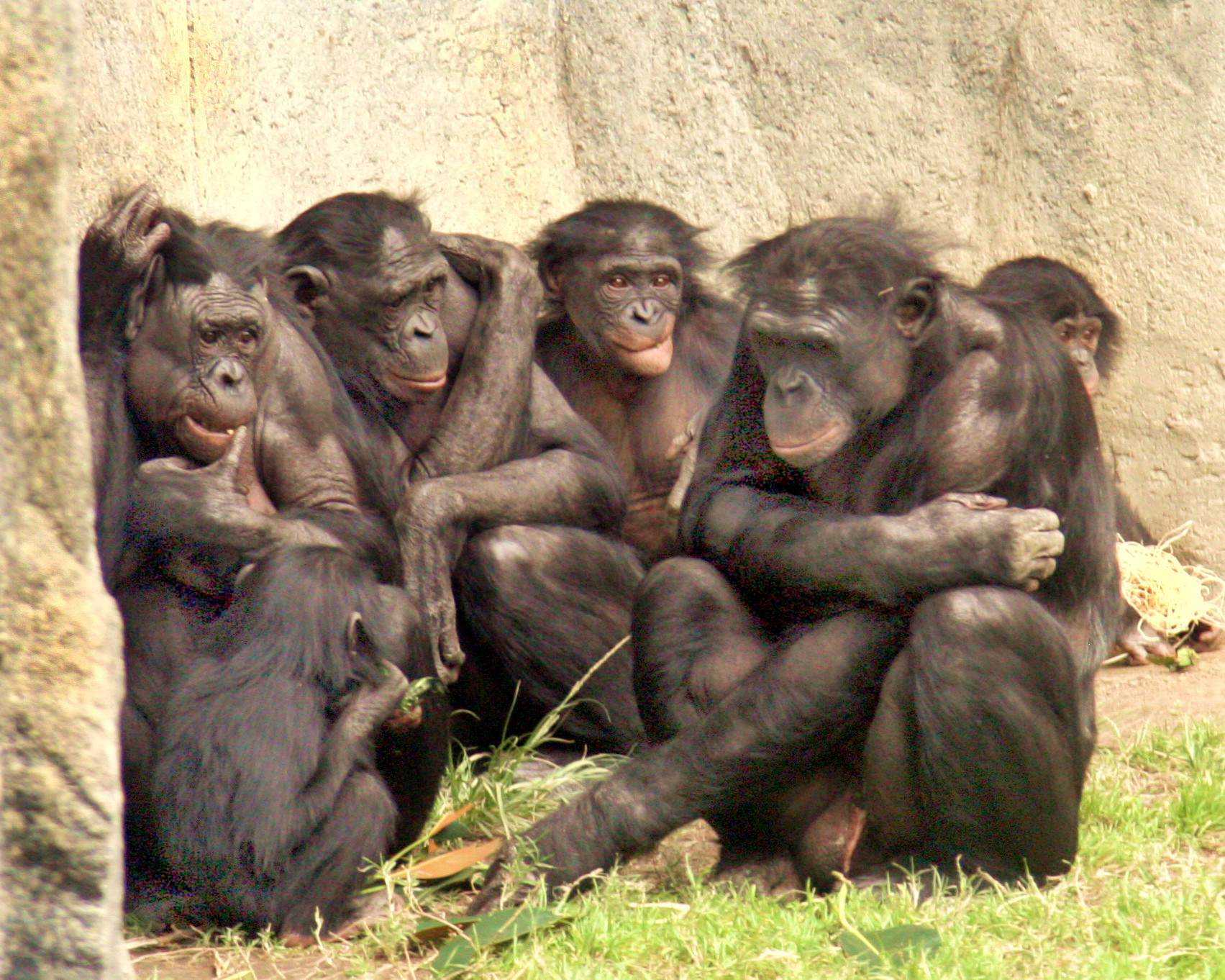
倭黑猩猩進行社交群聚，聖地亞哥動物園。

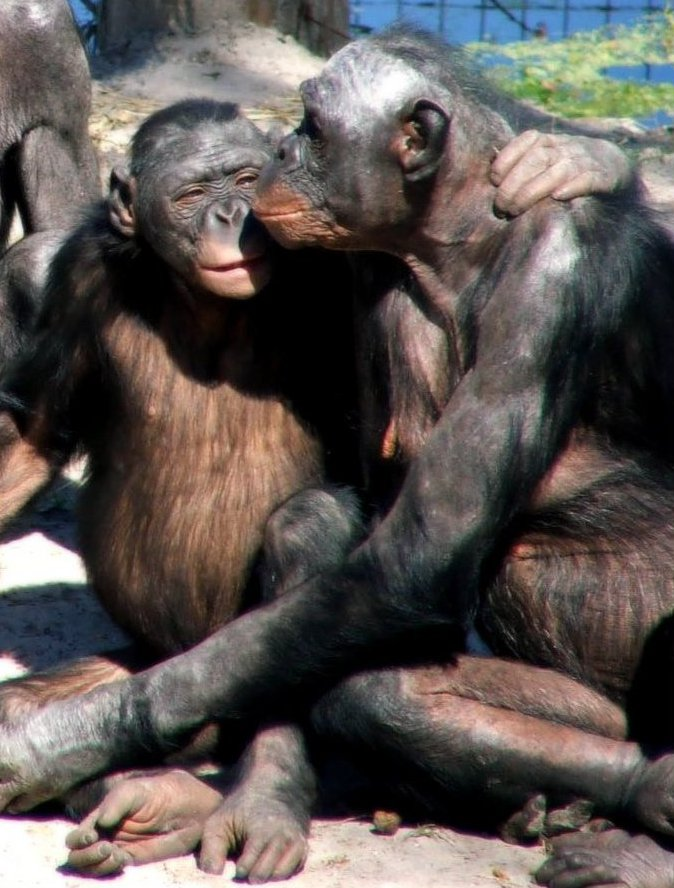
個體間的社交行為，佛羅里達州Jacksonville動物園。

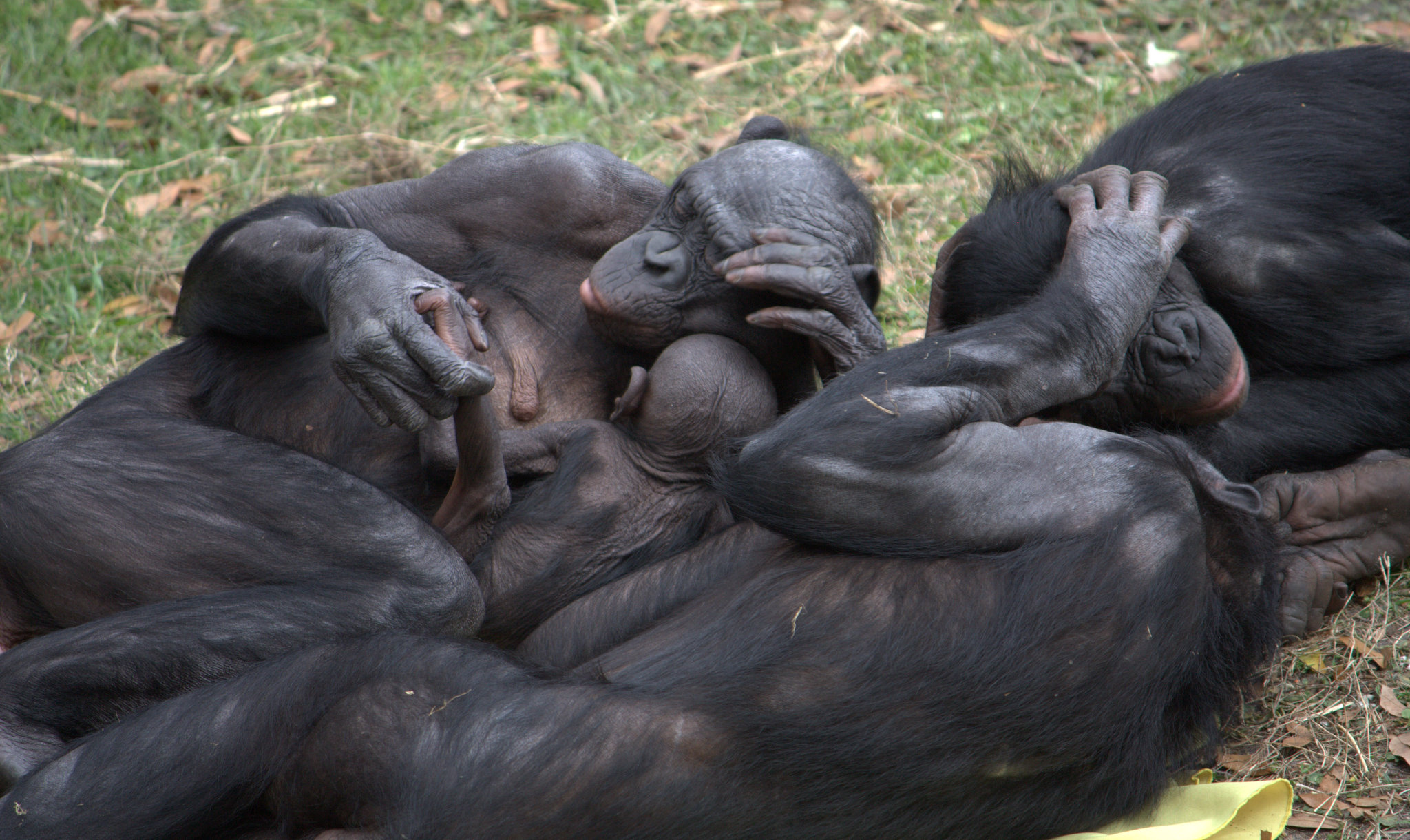
一群躺在一起的個體，佛羅里達州Jacksonville動物園。

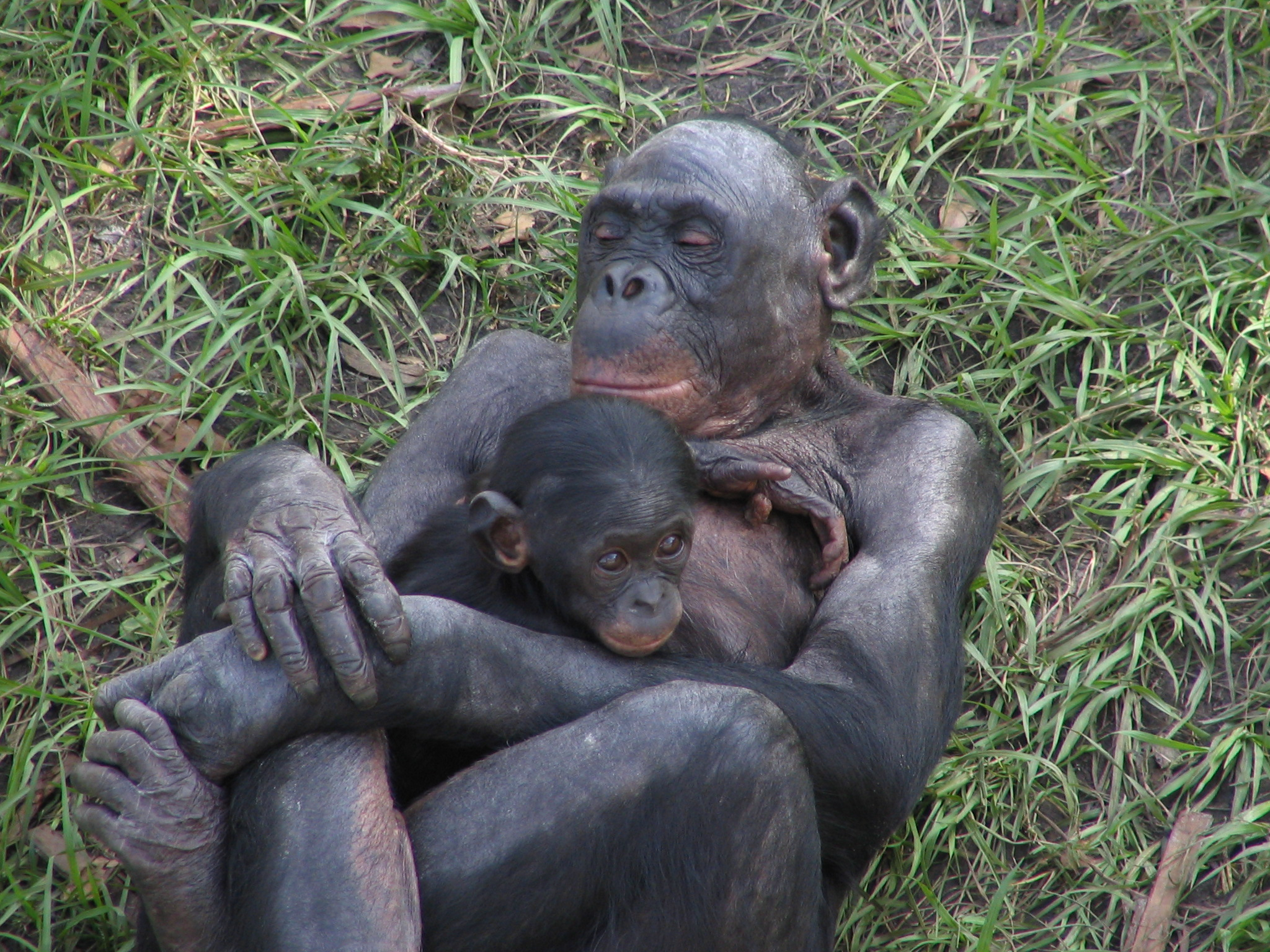
成年與幼年個體，佛羅里達州Jacksonville動物園。

倭黑猩猩在人科非人類物種中较少见，因為它們的母系社會結構（雄性和雌性等級制度的大量重疊導致一些研究者稱它們的權力結構性別平衡）。倭黑猩猩沒有明確的領地，群落會在大片區域內移動。由於雌性的游居者天性和環境中食物的平均分配，雄性在與其他雄性結成聯盟或保衛家園方面不會像黑猩猩那樣佔據明顯優勢。雌性倭黑猩猩也有比雌性黑猩猩更鋒利的犬齒，這進一步有助於提高它們在群體中的地位。
雌性在倭黑猩猩對中占主導地位根據社群的不同，具有社會聯繫的雌性可以支配雄性，以至於雌性可以說服不情願的雄性與它們交配。
在等級制度的頂端是一個由高階雌性和雄性組成的聯盟，通常由一位年長、經驗豐富的雌性擔任決策者和領導者。雌性通常藉由資歷、年齡和與群體中其他女性結成同盟的能力來獲得地位，而不是肢體恐嚇，而高位階雌性會保護群體中的新進雌性免受雄性騷擾。
雖然倭黑猩猩通常被稱為母系社會並且每個社區都由一個雌性個體主導，但一些雄性仍然會達到較高的地位並與雌性領導者一起工作。 它們經常會主動協調群體行動。它們不僅可以比組中的其他雄性獲得更高的地位，而且比許多雌性更高。 某些雄性會警告群體免受可能的威脅，並保護群體免受蛇和豹等掠食者的侵害。
雌性和雄性之間的攻擊性互動少見。有雄性個體在年幼雄性手足成為孤兒後收養，也有被弃养。 一個雄性通常從母親那裡獲得地位。雌性族群有时会集体驱逐、攻击雄性。儘管存在社會等級制度，且地位高的雌性的雄性後代可能比地位低的雌性擁有更大的領導權力，但與其他靈長目動物社會相比，階級的作用相對小。
倭黑猩猩不是領土動物，不同社群之間的關係通常是積極合作的。 它們還會與其他個體或群體分享食物，甚至是不熟識者。 成年倭黑猩猩通常保留幼年特徵，這在很大程度上防止了攻擊行為。互不熟識的倭黑猩猩也被允許自由地混合互動。
雌性與雄性较少形成長期友誼，雌性更願意與温顺易於相處的雄性交配，但雌性之间的交配占据主要性行为，雌性与雄性只是生育行为。因為雌性可以利用聯盟來削弱占主導地位的雄性，所以频繁与雌性性摩擦互动。 年長的倭黑猩猩失去了頑皮的天性，變得更容易被激怒。兩性都表現出相同程度的攻擊性。
雌性倭黑猩猩和母亲长期生存在一起，雄性轉移到一個新群體。 雌性會留在母親所在群體。
雌性之間的聯盟很強，在大多數社群中，雄性之間的聯盟並不發達。极少数雌性也可以與雄性結成同盟，就像在雙性狩獵隊伍中一樣。
雌性會支持其成年雄性後代與其他雄性發生衝突，並幫助之與雌性建立更好的關係。 還觀察到雌性從另一個社群收養幼仔。
倭黑猩猩通常不會互相殘殺，雖然它們的攻擊性不如黑猩猩，但有時也會發生攻擊行為。雄性經常互相攻擊，給對方造成很大的傷害。有時雄性在群體攻擊它時，也會被高位階雌性傷害。
儘管尚未觀察殺害幼仔的慣習，但雌性和雄性捕獲幼仔的情況有發生，這有時會導致幼仔因脫水而死亡。人類也曾遭倭黑猩猩攻擊和傷害。
雌性黑猩猩的孩子只属于自己，雄性无后，因此雌性幼仔的照料由母親承擔。 然而，倭黑猩猩並不像黑猩猩那樣与雄性交配甚至生活在一起，雖然有多配偶制的傾向。與黑猩猩不同，雄性有更大的机会說服雌性與之交配，雌性倭黑猩猩有更自由的選擇，拒絕、攻击雄性而选择雌性交配。
倭黑猩猩群體的規模各不相同，大約有 100 個個體，白天會分成較小的群體尋找食物，而晚上它們會重新集結睡眠。他們睡在築在樹上的巢裡。
雌性通常有優先獲取食物的特權，和其它雌性组成的族群有充分抵禦雄性的能力，可以向盟友確保其獨佔食物來源。 不同的社群有不同的食物偏好。在一些社群中，只有雌性會捕食並喜歡囓齒動物，而在其他社群中，兩性都會捕食並以 Vervet 猴為目標。 在野外，雌性會對年長的雄性表現出攻擊性。

#### 社會性性行為

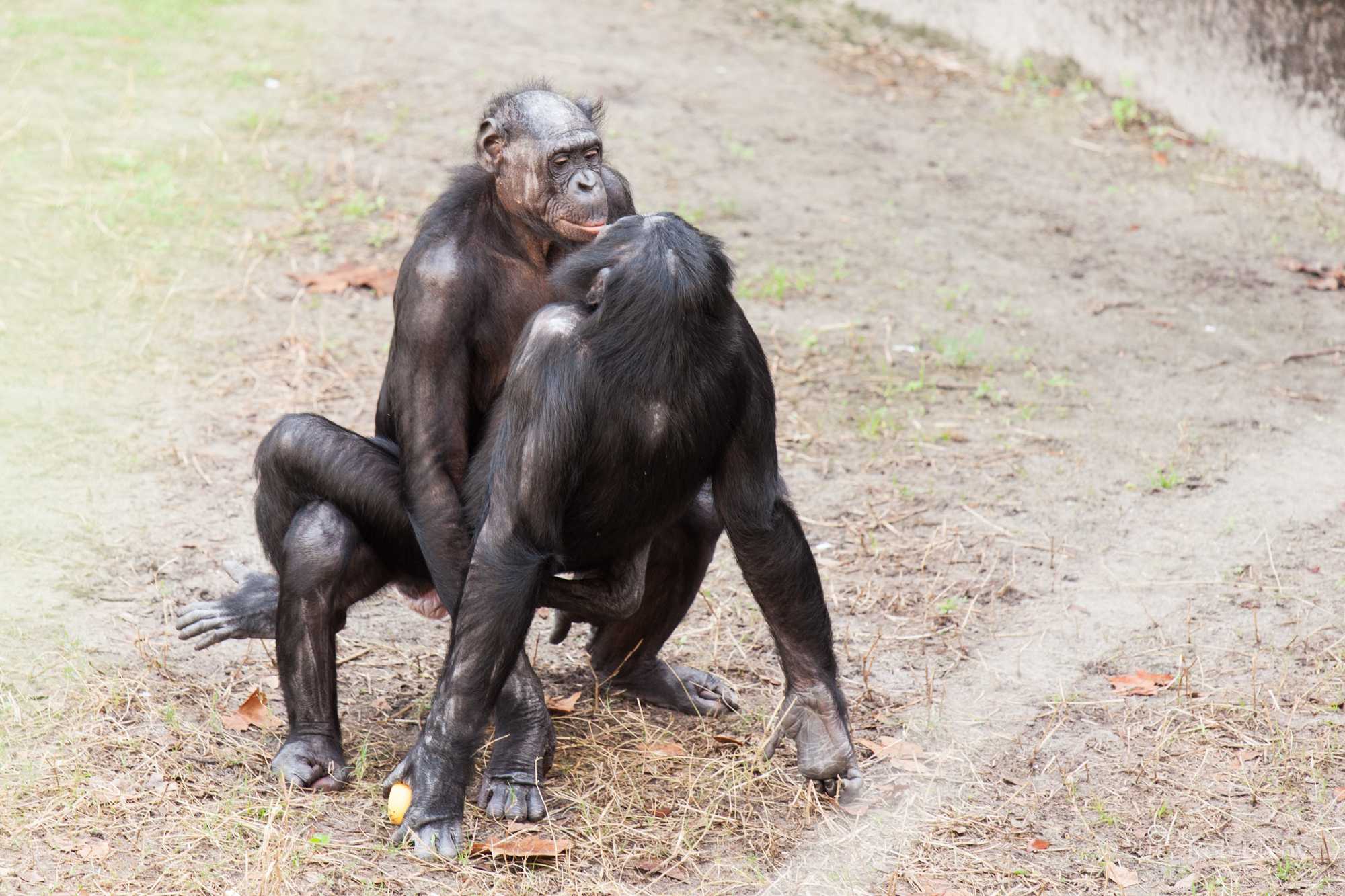
正在進行面對面生殖器性行為的兩個個體，佛羅里達州Jacksonville動物園。

性活動通常在倭黑猩猩社群中扮演重要角色；根據一些科學家的說法，它可以是一種打招呼的方式，一種形成社會紐帶的方式，一種解決衝突和在衝突後實現和平的方式。 倭黑猩猩是唯一一種觀察到舌吻的非人類動物。 倭黑猩猩和人類是少數經常進行面對面生殖器性行為的靈長目動物，西部大猩猩也被觀察到發生此類行為（但紀錄十分稀少）。
雌性倭黑猩猩选择同性作为性伴侣普遍。當倭黑猩猩遇到新的食物來源或地點時，興奮通常會導致集體性行為，這被認為可以緩解緊張情緒並帶來一頓平靜的晚餐。
雌性尤其會參與相互的生殖器摩擦，可能是為了形成社會紐帶，從而支配雄性。 藉由這種方式，新加入的雌性有時也會受到歡迎。與大多數哺乳動物相比，雌性的陰蒂更大且更向外。 雖然一隻年輕的雌性倭黑猩猩的體型可能是人類女性的一半，但其陰蒂平均大小大約是“相當於人類陰蒂平均大小的三倍，且足夠顯眼，可以在行走時左右擺動”。 雌性經常互相摩擦生殖器，有時在社群內，有時在社群外。動物行為學家 Jonathan Balcombe 說，倭黑猩猩雌性的陰蒂相互摩擦發生得很快，持續 10 到 20 秒；它可能會在很短的時間間隔內發生，“並伴有陰蒂的摩擦、尖叫和腫脹”；Balcombe表示，它們平均“大約每兩個小時”這樣做一次。
由於倭黑猩猩有時會進行面對面生殖器性行為，演化生物學家 Marlene Zuk 提出，倭黑猩猩和其他一些靈長目動物陰蒂的位置演化為在交配期間提供最大的性滿足感。
雄性倭黑猩猩有時也會相互進行生殖器摩擦行為。 一個雄性對另一個雄性的最常見形式與異性間的行為相似：其中一名雄性“被動地仰臥，另一名雄性推著他”。由於雄性的勃起，它們的陰莖隨後相互摩擦。
在另一種更罕見的形式中，陰莖像人類一樣相互摩擦，而兩隻雄性則掛在一條樹枝上。 有時，兩隻雄性在打架後會藉由互相摩擦尾骨和陰囊來和解，但在打鬥之外也觀察到這種情況：Kitamura (1989) 觀察到成年雄性之間的這種摩擦在像雌性一樣互相尋找。 靈長目學者加納隆至也觀察到野外雄性之間的類似行為。舌吻、口交和生殖器按摩也出現在雄性倭黑猩猩之間，滥交普遍。
雌性在 13 或 14 歲時第一次在野外分娩。 它們的繁殖率不高於黑猩猩。 然而，雌性的發情時間更長。在發情期間，會陰部（肛門和外陰之間的部位）會持續 10 到 20 天腫脹。雌性平均懷孕 240 天；一年後它可以再次發情，儘管在這個階段還不能生育。雌性照顧孩子大約四年，每 4.6 年生育一次。 然而，不育或尚未生育的雌性可以在性行為方面活躍。
滥交的雄性倭黑猩猩會與幼崽發生性關係，但不會進行插入式性行為。雌性极少與孩子發生性關係，頻率較低。
目前尚不清楚倭黑猩猩如何避免感染猴免疫缺陷病毒。

#### 「和平」的傾向
黑猩猩群體中的雄性對群體外的雄性抱有敵意。成群結隊的雄性“巡邏”它們的領地，留意附近群體中單獨漫遊的雄性，攻擊並經常殺死之。 根據觀察，倭黑猩猩似乎並無發生類似行為。它們更傾向與群體外的個體發生性行為互動，而不是暴力對抗。
這並不意味倭黑猩猩根本沒有攻擊性。在野外，雄性倭黑猩猩的攻擊性大約是雄性黑猩猩的一半，而雌性則比雌性黑猩猩更具攻擊性。倭黑猩猩和黑猩猩表現出身體攻擊的可能性平均而言是人類的 100 倍左右。
倭黑猩猩和黑猩猩的棲息地被剛果河隔開。 據推斷，倭黑猩猩可能擁有更平靜的生活方式，部分原因是它們的自然棲息地擁有豐富的營養植物，這使它們能夠成群結隊地旅行和覓食。
最近的研究表明，這兩個物種之間存在顯著的大腦差異。倭黑猩猩大腦中控制同理心、感知其他個體不快樂和焦慮的部分有更多的灰質。 它們腦部對應人腦引起攻擊行為（杏仁核）和衝動抑制的部位之間也有較緊密的連結。
雌性群體在倭黑猩猩社群中佔主導地位，母女之間終生同盟的斷絕會使它們容易遭受來自雄性個體的攻擊。 弗蘭斯·德瓦爾表示：“所有動物天生都具有競爭性，只有在特定情況下才會合作。當我第一次寫到它們的行為時，我談到“性換和平”正是因為倭黑猩猩有很多衝突。如果他們生活得非常和諧，就沒有理由講和” 。

## 飲食
倭黑猩猩是雜食性食果動物；他們 57% 的飲食由果實組成，但輔之以樹葉、蜂蜜和雞蛋，以及松鼠等小型脊椎動物和無脊椎動物的肉。在某些情況下，它們甚至會吃低等靈長目動物。

## 認知與溝通等能力之研究成果

### 認知能力與黑猩猩之比較
2020 年，首次發表了倭黑猩猩和黑猩猩的基因組比較。它顯示了可能由它們的分離和行為差異引起或導致的基因組方面，包括與飲食和激素相關的基因的「選擇」。 根據 2010 年的一項研究，“雌性倭黑猩猩使用工具的範圍比雄性大，這種模式以前曾被用以描述過黑猩猩，但其他人科非人類動物卻沒有”。
2010 年的另一項研究證實了這一發現，該研究還發現，“倭黑猩猩更擅長解讀其他個體的心智活動和理解社會因果關係，而黑猩猩更擅長使用工具且相較理解實體因果關係”。

### 其他認知與溝通等能力之研究成果
倭黑猩猩和其他人科非人類動物一樣，通過了自我認知的鏡像測試。 它們主要以聲音為媒介溝通，儘管其聲音含義目前尚不清楚。然而，它們的面部表情和一些手勢易於被人類理解。它們在野外的溝通系統包括一個特徵：相同的叫聲在不同的情況下可能意味著不同的事情，而其他倭黑猩猩必須考慮上下文才能理解含義。
倭黑猩猩 Kanzi 和 Panbanisha 被教導使用標有幾何符號的“鍵盤”進行交流，並對口頭句子作出反應。Kanzi 的詞彙量包括 500 多個英語單詞，它可以理解這種語言中的大約 3,000 個單詞。 Kanzi 還藉由觀察人們教授母親 Matata 使用人類語言溝通媒介的過程進行學習。在 1990 年代的一項研究中，Kanzi 被研究是否具有製造和使用簡單石器的認知和生物力學能力，它被傳授石器製造技術。例如，它學會瞭如何打碎岩石，但與人類的做法不同。人們一手拿著石頭，另一隻手拿著另一石頭向之擊打，Kanzi 把石頭扔到堅硬的表面或另一塊石頭上。這給了它更大的力量來擊碎石頭。

## 保護狀態
國際自然保護聯盟瀕危物種紅色名錄將倭黑猩猩列為瀕危物種，保守估計約有 29,500 至 50,000 個個體。主要威脅包括棲息地喪失和被因人類肉食用途獵殺。由於薩隆加國家公園等偏遠“受保護”地區存在全副武裝的士兵，自剛果民主共和國第一次和第二次剛果戰爭以來，後者大幅增加。
由於倭黑猩猩與人類共享棲息地，保護工作的最終成功取決於當地和社區的參與。當地人群強烈反對建立國家公園，因為居民經常被趕出在森林中的家園。薩隆加國家公園是倭黑猩猩棲息地中唯一的國家公園，但沒有當地人群的參與。自 2000 年以來的調查表明，倭黑猩猩、非洲森林象和其他物種幾乎被偷獵者和蓬勃發展的「叢林肉」市場所消滅。 相比之下，由於傳統信仰和關於殺死倭黑猩猩的禁忌等，仍然有一些地區在沒有建立公園的情況下倭黑猩猩和生物多樣性蓬勃發展。
在1990年代的戰爭期間，研究人員和非政府組織被趕出倭黑猩猩棲息地。2002 年，非營利組織Bonobo Conservation Initiative啟動了「倭黑猩猩和平森林計畫」，該計畫被保護國際支持，並與當地機構、非政府組織和社區合作管理。一些以社區為基礎的保護區由當地群眾連接和管理。已達成保護 130,000 平方公里倭黑猩猩棲息地的協議。
1995 年，出於對野外倭黑猩猩數量下降的擔憂，Zoological Society of Milwaukee（縮寫作ZSM）開始向全球的科學家募集資金，以發布20年來在倭黑猩猩棲息地不同地點進行的研究的數據。
為響應行動計劃的建議，ZSM 發起了「倭黑猩猩和剛果生物多樣性倡議」。該計劃包括棲息地和雨林保護、剛果公民和保護機構的培訓、野生動物種群評估和教育。隨著計畫的進展，ZSM 也開始參與幫助生活在倭黑猩猩棲息地的剛果人。他們建造學校、聘請教師、提供藥品並啟動農業項目，這樣人們就可以減少對狩獵野生動物的依賴。
自 2003 年以來，美國政府已向 Congo Basin Forest Partnership 撥款 5400 萬美元。這項投資讓國際非政府組織參與進來，幫助開展保護計劃。

### 引用
1. ↑  Fruth, B., Hickey, J.R., André, C., Furuichi, T., Hart, J., Hart, T., Kuehl, H., Maisels, F., Nackoney, J., Reinartz, G., Sop, T., Thompson, J. & Williamson, E.A. . The IUCN Red List of Threatened Species 2016.   [2018.7.27].
2. ↑  . cites.org.   [2022-01-14]. （原始内容存档于2021-01-19）.
3. 1 2 3 4  Waal, Frans B. M.; Lanting, Frans. . University of California Press. 1998  [2023-03-13]. ISBN 978-0-520-21651-8. （原始内容存档于2023-03-13） （英语）.
4. ↑  Beaune, D. . www.semanticscholar.org. 2012  [2023-03-13]. （原始内容存档于2023-03-13） （英语）.
5. ↑  Ihobe, H. (1992). "Observations on the meat-eating behavior of wild bonobos (Pan paniscus) at Wamba, Republic of Zaire," Primates, 33(2):247-250
6. ↑  Rafert, J. and E.O. Vineberg (1997). "Bonobo Nutrition – relation of captive diet to wild diet, （页面存档备份，存于）" Bonobo Husbandry Manual, American Association of Zoos and Aquariums
7. ↑  .   [2008-10-10]. （原始内容存档于2013-08-01）.
8. ↑  Rowe, Noel. . Pogonias Press. 1996  [2023-03-13]. ISBN 978-0-9648825-0-8. （原始内容存档于2023-03-13） （英语）.
9. 1 2  Williams, A.; Myers, P. . Animal Diversity Web. 2004  [2012-01-06]. （原始内容存档于2014-04-28） （英语）.
10. ↑  Savage-Rumbaugh, Sue; Lewin, Roger. . John Wiley & Sons. 1994: 97. ISBN 0-385-40332-1.
11. ↑  de Waal, Frans. . Riverhead Books. 2005. ISBN 1-57322-312-3.
12. ↑  Schwarz E.  (PDF). Revue de Zoologie et de Botanique Africaines. 1929-04-01, 16: 425–426  [2023-03-13]. （原始内容存档 (PDF)于2021-07-19）.
13. ↑  Coolidge Jr HJ. . American Journal of Physical Anthropology. July–September 1933, 18 (1): 1–59. doi:10.1002/ajpa.1330180113. Coolidge's paper contains a translation of Schwarz's earlier report.
14. ↑  Coolidge Jr HJ. . American Journal of Physical Anthropology. July–September 1933, 18 (1): 1–59. doi:10.1002/ajpa.1330180113. Coolidge's paper contains a translation of Schwarz's earlier report.
15. ↑  Herzfeld C.  (PDF). Bulletin d'Histoire et d'Épistémologie des Sciences de la Vie. 2007, 14 (2): 139–162  [2011-12-21]. doi:10.3917/bhesv.142.0139. （原始内容存档 (PDF)于2022-12-12） （法语）.
16. ↑  de Waal FB. . Harvard University Press. 2002: 51. ISBN 978-0-674-01004-8.
17. ↑  Savage-Rumbaugh S. . New Scientist. 2010-06-21, 206 (2765): 48  [2011-12-21]. Bibcode:2010NewSc.206...48S. doi:10.1016/S0262-4079(10)61507-2. （原始内容存档于2016-03-22）.
18. ↑  Takahata N, Satta Y, Klein J. . Theoretical Population Biology. October 1995, 48 (2): 198–221. PMID 7482371. doi:10.1006/tpbi.1995.1026.
19. ↑  Waterson RH, Lander ES, Wilson RK. . Nature. September 2005, 437 (7055): 69–87. Bibcode:2005Natur.437...69.. PMID 16136131. doi:10.1038/nature04072 . 已忽略未知参数|collaboration= (帮助)
20. ↑  Patterson N, Richter DJ, Gnerre S, Lander ES, Reich D. . Nature. June 2006, 441 (7097): 1103–8. Bibcode:2006Natur.441.1103P. PMID 16710306. S2CID 2325560. doi:10.1038/nature04789.
21. ↑  Won YJ, Hey J. . Molecular Biology and Evolution. February 2005, 22 (2): 297–307. PMID 15483319. doi:10.1093/molbev/msi017 .
22. ↑  McBrearty S, Jablonski NG. . Nature. September 2005, 437 (7055): 105–8. Bibcode:2005Natur.437..105M. PMID 16136135. S2CID 4423286. doi:10.1038/nature04008.
23. ↑  Zihlman AL, Cronin JE, Cramer DL, Sarich VM. . Nature. October 1978, 275 (5682): 744–6. Bibcode:1978Natur.275..744Z. PMID 703839. S2CID 4252525. doi:10.1038/275744a0.
24. ↑  Griffith J. . Part 8:4G. WTM Publishing & Communications. 2013  [2023-03-13]. ISBN 978-1-74129-011-0. （原始内容存档于2014-12-19）.
25. ↑  Clark G, Henneberg M. . Anthropological Review. 2015, 78 (2): 109–132. doi:10.1515/anre-2015-0009 .
26. ↑  .   [2006-08-01]. （原始内容存档于2006-05-02）.
27. ↑  . case.ntu.edu.tw.   [2017-01-10]. （原始内容存档于2020-10-22）.
28. ↑  Hecht, Jeff. . New Scientist. 2003-05-19.
29. ↑  Won, Yong-Jin;  et al. . Molecular Biology & Evolution. 2004-10-13, 22 (2): 297–307. doi: 10.1093/molbev/msi017.
30. ↑  Fischer, Anne;  et al. . Molecular Biology & Evolution. 2004-02-12, 21 (5): 799–808. doi: 10.1093/molbev/msh083.
31. ↑  . PanSci 泛科學. 2012-02-29  [2017-01-10]. （原始内容存档于2020-09-17） （中文（臺灣））.
32. ↑  Hare et al. Evolutionary Anthropology, submitted
33. ↑  Kingdon, Jonathan. . Bloomsbury Publishing. 2013: 69.
34. ↑  Scholz MN, D'Août K, Bobbert MF, Aerts P. . Proceedings. Biological Sciences. September 2006, 273 (1598): 2177–84. PMC 1635523 . PMID 16901837. doi:10.1098/rspb.2006.3568.
35. ↑  . ARKive.   [2012-08-15]. （原始内容存档于2012-08-25）.
36. ↑  Doran DM. . American Journal of Physical Anthropology. May 1993, 91 (1): 83–98. PMID 8512056. doi:10.1002/ajpa.1330910106.
37. ↑  D'Août K, Vereecke E, Schoonaert K, De Clercq D, Van Elsacker L, Aerts P. . Journal of Anatomy. May 2004, 204 (5): 353–61. PMC 1571309 . PMID 15198700. doi:10.1111/j.0021-8782.2004.00292.x.
38. ↑  Wiessner PW, Wiessner P, Schiefenhövel W. . Providence: Berghahn Books. 1996: 50. ISBN 1-57181-871-5. ...twenty-two mature community members (eight males, fourteen females)could be identified using facial features...
39. ↑  de Waal F.  1st. W. W. Norton. 2013: 78. ISBN 978-0-393-07377-5.
40. ↑  Furuichi T. . Evolutionary Anthropology. 2011, 20 (4): 131–42. PMID 22038769. S2CID 17830996. doi:10.1002/evan.20308.
41. ↑  Stanford CB. . Current Anthropology. 1998, 39 (4): 399–420. S2CID 8452514. doi:10.1086/204757.
42. ↑  Wilson ML, Boesch C, Fruth B, Furuichi T, Gilby IC, Hashimoto C,  et al. . Nature. September 2014, 513 (7518): 414–7  [2023-03-13]. Bibcode:2014Natur.513..414W. PMID 25230664. S2CID 4449515. doi:10.1038/nature13727. （原始内容存档于2021-06-13）.
43. ↑  . phys.org.   [2020-06-24]. （原始内容存档于2023-03-13） （英语）.
44. ↑  Hunt, Kevin D. (编), , Chimpanzee: Lessons from our Sister Species (Cambridge: Cambridge University Press), 2020: 499–516  [2021-12-06], ISBN 978-1-107-11859-1, S2CID 236795730, doi:10.1017/9781316339916.029
45. ↑  White, Frances J.; Wood, Kimberley D. . American Journal of Primatology. August 2007, 69 (8): 837–850  [2023-03-13]. ISSN 0275-2565. PMID 17358018. S2CID 17628292. doi:10.1002/ajp.20387. （原始内容存档于2023-03-13）.
46. ↑  Paoli T, Palagi E, Tarli SM. . American Journal of Physical Anthropology. May 2006, 130 (1): 116–22. PMID 16353224. doi:10.1002/ajpa.20345.
47. ↑  . The Atlantic. 2018-10-03  [2021-11-17]. （原始内容存档于2023-02-26） （英语）.
48. ↑  Surbeck M, Hohmann G. . Behavioral Ecology and Sociobiology. November 2013, 67 (11): 1767–80. S2CID 15709567. doi:10.1007/s00265-013-1584-8.
49. ↑  Pallardy R. . Saving Earth | Encyclopedia Britannica. 2012-05-21  [2021-01-13]. （原始内容存档于2022-11-12） （英语）.
50. ↑  Sivasubramanian S. . Topics.   [2021-03-12]. （原始内容存档于2023-02-26） （英语）.
51. ↑  . Milwaukee Magazine. 2007-08-13  [2021-12-06]. （原始内容存档于2023-02-26） （美国英语）.
52. ↑  . Milwaukee Magazine. 2007-08-13  [2021-05-07]. （原始内容存档于2023-02-26） （美国英语）.
53. ↑  Raffaele P. . Smithsonian Magazine.   [2020-09-07]. （原始内容存档于2023-03-30） （英语）.
54. ↑  Corredor-Ospina, Nicolas; Kreyer, Melodie; Rossi, Giulia; Hohmann, Gottfried; Fruth, Barbara. . Primates. 2021-07-01, 62 (4): 555–562. ISSN 1610-7365. PMC 8225524 . PMID 33950405. doi:10.1007/s10329-021-00897-8 （英语）.
55. ↑  Surbeck, Martin; Hohmann, Gottfried. . Oxford Scholarship. 2018  [2023-03-13]. ISBN 978-0-19-872851-1. doi:10.1093/oso/9780198728511.003.0003. （原始内容存档于2022-07-06） （英语）.
56. 1 2  Nicholls H. . BBC. 2016-03-17  [2023-03-13]. （原始内容存档于2017-10-07）.
57. ↑  Furuichi T. . Evolutionary Anthropology. July 2011, 20 (4): 131–42. PMID 22038769. S2CID 17830996. doi:10.1002/evan.20308.
58. ↑  Hare B, Kwetuenda S. . Current Biology. March 2010, 20 (5): R230–1. PMID 20219170. S2CID 28319610. doi:10.1016/j.cub.2009.12.038.
59. ↑  Wobber V, Wrangham R, Hare B. . Current Biology. February 2010, 20 (3): 226–30. PMID 20116251. S2CID 3398517. doi:10.1016/j.cub.2009.11.070.
60. ↑  Callaway E. . New Scientist.   [2021-03-14]. （原始内容存档于2023-03-13） （美国英语）.
61. ↑  Surbeck M, Deschner T, Schubert G, Weltring A, Hohmann G. . Animal Behaviour. March 2012, 83 (3): 659–69. S2CID 53198728. doi:10.1016/j.anbehav.2011.12.010.
62. ↑  Hogenboom M. . www.bbc.com.   [2021-03-12]. （原始内容存档于2021-03-31） （英语）.
63. ↑  Furuichi T, Idani GI, Ihobe H, Hashimoto C, Tashiro Y, Sakamaki T, Mulavwa MN, Yangozene K, Kuroda S, Kappeler PM, Watts DP , 编, , Long-Term Field Studies of Primates (Berlin, Heidelberg: Springer), 2012: 413–433, ISBN 978-3-642-22514-7, doi:10.1007/978-3-642-22514-7_18 （英语）
64. ↑  e.V., Bonobo Alive. . www.bonobo-alive.org.   [2021-11-21]. （原始内容存档于2023-03-13）.
65. ↑  Jirik K. . ielc.libguides.com.   [2021-01-13]. （原始内容存档于2023-05-27） （英语）.
66. ↑  Surbeck M, Mundry R, Hohmann G. . Proceedings. Biological Sciences. February 2011, 278 (1705): 590–8. PMC 3025686 . PMID 20810444. doi:10.1098/rspb.2010.1572.
67. ↑  Sample I. . The Guardian. 2019-05-20  [2021-01-13]. （原始内容存档于2023-03-29） （英语）.
68. ↑  Tokuyama N, Toda K, Poiret ML, Iyokango B, Bakaa B, Ishizuka S. . Scientific Reports. March 2021, 11 (1): 4967. Bibcode:2021NatSR..11.4967T. PMC 7973529 . PMID 33737517. doi:10.1038/s41598-021-83667-2.
69. ↑  Clint E. . Incredulous. 2017-10-09  [2020-12-18]. （原始内容存档于2023-05-25） （美国英语）.
70. ↑  . The New Yorker. 23 July 2007  [2023-03-13]. （原始内容存档于2023-03-28）.
71. ↑  . 2014-12-29  [2023-03-13]. （原始内容存档于2023-03-29）.
72. ↑  . 2014-12-29  [2023-03-13]. （原始内容存档于2023-03-29）.
73. ↑  Cawthon Lang KA. . Primate Factsheets. University of Wisconsin. December 2010. （原始内容存档于2016-04-12）.
74. ↑  , Sexual Coercion in Primates and Humans (Harvard University Press), 2009-12-31: 410–423, ISBN 978-0-674-05434-9, doi:10.4159/9780674054349-016
75. ↑  White FJ, Wood KD. . American Journal of Primatology. August 2007, 69 (8): 837–50. PMID 17358018. S2CID 17628292. doi:10.1002/ajp.20387.
76. ↑  Samuni, Liran; Wegdell, Franziska; Surbeck, Martin. Weigel, Detlef; Van de Waal, Erica; Van de Waal, Erica , 编. . eLife. 2020-09-01, 9: e59191. ISSN 2050-084X. PMC 7462605 . PMID 32869740. doi:10.7554/eLife.59191.
77. ↑  Wakefield ML, Hickmott AJ, Brand CM, Takaoka IY, Meador LM, Waller MT, White FJ. . Folia Primatologica; International Journal of Primatology. 2019, 90 (3): 179–189. PMID 30889597. S2CID 84183655. doi:10.1159/000496026.
78. ↑  . University of New Hampshire. （原始内容存档于2005-03-20）.
79. 1 2 3  Angier N. . The New York Times. 2016-09-10  [2016-09-10]. （原始内容存档于2023-05-31）.
80. ↑  Manson JH, Perry S, Parish AR. . International Journal of Primatology. 1997, 18 (5): 767–86. S2CID 3032455. doi:10.1023/A:1026395829818.
81. ↑  Nguyen TC. . Live Science. 2008-02-13  [2023-03-13]. （原始内容存档于2012-07-04）.
82. 1 2 3 4 5  de Waal FB.  (PDF). Scientific American. March 1995, 272 (3): 82–8  [2011-12-21]. Bibcode:1995SciAm.272c..82W. PMID 7871411. doi:10.1038/scientificamerican0395-82. （原始内容 (PDF)存档于2012-01-27）.
83. 1 2 3  Balcombe JP. . University of California Press. 2011: 88  [2012-11-22]. ISBN 978-0-520-26024-5.
84. ↑  Angier N. . Houghton Mifflin Harcourt. 1999: 68  [2012-11-22]. ISBN 978-0-395-69130-4.
85. ↑  . Bio.davidson.edu. 2004  [2009-07-03]. （原始内容存档于2011-05-19）.
86. ↑  de Waal FB. . . Basic Books. 2001. ISBN 978-84-493-1325-7.
87. ↑  Kitamura, K. . African Study Monographs. 1989  [2023-03-13]. （原始内容存档于2023-03-13） （英语）.
88. ↑  Hogenboom M. . BBC. 2015-02-06  [2023-03-13]. （原始内容存档于2021-05-14）.
89. ↑  De Waal, Frans B. M. . Scientific American Sp. 2006-06-01, 16 (2): 14–21  [2023-03-13]. doi:10.1038/scientificamerican0606-14sp. （原始内容存档于2023-01-04）.
90. 1 2  de Waal FB. . Feierman JR  (编). . New York: Springer. 1990: 378–393. ISBN 978-1-4613-9684-0.
91. ↑  Small MF. . Discover. 1992-06-01  [2023-03-13]. （原始内容存档于2023-03-26）.
92. ↑  Sharp PM, Shaw GM, Hahn BH. . Journal of Virology. April 2005, 79 (7): 3891–902. PMC 1061584 . PMID 15767392. doi:10.1128/jvi.79.7.3891-3902.2005.
93. ↑  . The Economist. 2010-06-24  [2011-12-08]. （原始内容存档于2018-01-14）.
94. ↑  Wrangham R. . Knopf Doubleday Publishing Group. 2019: 19–20  [2023-03-13]. ISBN 978-1-101-97019-5. （原始内容存档于2024-03-09） （英语）.
95. ↑  Raffaele P. . Smithsonian Magazine. November 2006  [2023-03-13]. （原始内容存档于2023-03-30）.
96. ↑  Caswell JL, Mallick S, Richter DJ, Neubauer J, Schirmer C, Gnerre S, Reich D. McVean G , 编. . PLOS Genetics. April 2008, 4 (4): e1000057. PMC 2278377 . PMID 18421364. doi:10.1371/journal.pgen.1000057.
97. ↑  White FJ, Wrangham RW. . Behaviour. 1988, 105 (1/2): 148–164. JSTOR 4534684. S2CID 18285801. doi:10.1163/156853988X00494.
98. ↑  Rilling JK, Scholz J, Preuss TM, Glasser MF, Errangi BK, Behrens TE. . Social Cognitive and Affective Neuroscience. April 2012, 7 (4): 369–79. PMC 3324566 . PMID 21467047. doi:10.1093/scan/nsr017.
99. ↑  Davidson RJ, Putnam KM, Larson CL. . Science. July 2000, 289 (5479): 591–4. Bibcode:2000Sci...289..591D. PMID 10915615. doi:10.1126/science.289.5479.591.
100. ↑  Pezawas L, Meyer-Lindenberg A, Drabant EM, Verchinski BA, Munoz KE, Kolachana BS,  et al. . Nature Neuroscience. June 2005, 8 (6): 828–34. PMID 15880108. S2CID 1864631. doi:10.1038/nn1463.
101. ↑  Vastag B. . The Washington Post. 2011-04-11  [2012-12-26]. （原始内容存档于2021-02-14）.
102. ↑  De Waal, F. . Skeptic. 2007-08-08  [2023-03-13]. （原始内容存档于2016-11-21）.
103. ↑  Lang KC. . National Primate Research Center, University of Wisconsin – Madison. 2011  [2023-03-13]. （原始内容存档于2006-03-01）.
104. ↑  Rafert J, Vineberg EO.  (PDF). 1997. （原始内容 (PDF)存档于2012-04-25）." Bonobo Husbandry Manual, American Association of Zoos and Aquariums
105. ↑  Surbeck M, Fowler A, Deimel C, Hohmann G. . American Journal of Primatology. February 2009, 71 (2): 171–4. PMID 19058132. S2CID 32622605. doi:10.1002/ajp.20634.; Surbeck M, Hohmann G. . Current Biology. October 2008, 18 (19): R906–7. PMID 18957233. S2CID 6708310. doi:10.1016/j.cub.2008.08.040.
106. ↑  Kovalaskas S, Rilling JK, Lindo J. . Genes, Brain, and Behavior. March 2021, 20 (3): e12715. PMID 33200560. S2CID 226988471. doi:10.1111/gbb.12715.
107. ↑  Gruber T, Clay Z, Zuberbühler K.  (PDF). Animal Behaviour. 2010-12-01, 80 (6): 1023–1033  [2023-03-13]. S2CID 14923158. doi:10.1016/j.anbehav.2010.09.005. （原始内容存档 (PDF)于2023-06-13）.
108. ↑  Herrmann E, Hare B, Call J, Tomasello M. . PLOS ONE. August 2010, 5 (8): e12438. Bibcode:2010PLoSO...512438H. PMC 2929188 . PMID 20806062. doi:10.1371/journal.pone.0012438 . 50x50px Beskikbaar onder CC BY 4.0.
109. ↑  Dielenberg, Robert A. "The comparative psychology of human uniqueness: A cognitive behavioral review." (2013).
110. ↑  Anderson, James R., and Gordon G. Gallup. "Mirror self-recognition: a review and critique of attempts to promote and engineer self-recognition in primates." Primates 56, no. 4 (2015): 317-326.
111. ↑  . Columbus Zoo.   [2006-08-01]. （原始内容存档于2006-05-02）.
112. ↑  Webb J. . BBC News. 2015-08-04  [2015-08-05]. （原始内容存档于2023-03-13）.
113. ↑  . Great Ape Trust. 2007  [2008-09-28]. （原始内容存档于2008-06-30）.
114. ↑  Raffaele P. . Smithsonian. 2006  [2008-09-28]. （原始内容存档于2013-12-16）.
115. ↑  Schick KD, Toth N, Garufi G, Savage-Rumbaugh ES, Rumbaugh D, Sevcik R. . Journal of Archaeological Science. 1999, 26 (7): 821–832. doi:10.1006/jasc.1998.0350.
116. ↑  . IUCN Red List of Threatened Species. 國際自然保護聯盟.   [2023-03-13]. （原始内容存档于2022-10-24） （英语）.
117. ↑  . Zoological Society of Milwaukee. （原始内容存档于2012-05-06）.
118. ↑  Curwood S, Parish A. . Living on Earth. National Public Radio. July 2006  [2023-03-13]. （原始内容存档于2010-12-28）.
119. ↑  . Zoological Society of Milwaukee. （原始内容存档于2012-02-10）.
120. ↑  Chapin M.  (PDF). WORLDWATCH magazine. December 2004  [2023-03-13]. （原始内容 (PDF)存档于2021-07-19）.

## 閱讀
- 格魯恩; Gruen, Sara. . 皇冠文化出版有限公司. 2011-01-01  [2017-01-10]. ISBN 9789573327998. （原始内容存档于2020-09-15） （中文）.
- Gruen, Sara. . Hodder & Stoughton. 2011-02-03  [2017-01-10]. ISBN 9781444716030. （原始内容存档于2020-09-15） （英语）.